# Mount Carmel (Carolina del Sud)
Mount Carmel è un census-designated place (CDP) degli Stati Uniti d'America, situato in Carolina del Sud, nella contea di McCormick.